# Parafia św. Jadwigi w Mokrzeszowie
Parafia św. Jadwigi w Mokrzeszowie – rzymskokatolicka prarafia znajdująca się w dekanacie świebodzickim w diecezji świdnickiej. Była erygowana 26 czerwca 1976 r. Jej proboszczem jest ks. Marcin Zawada.

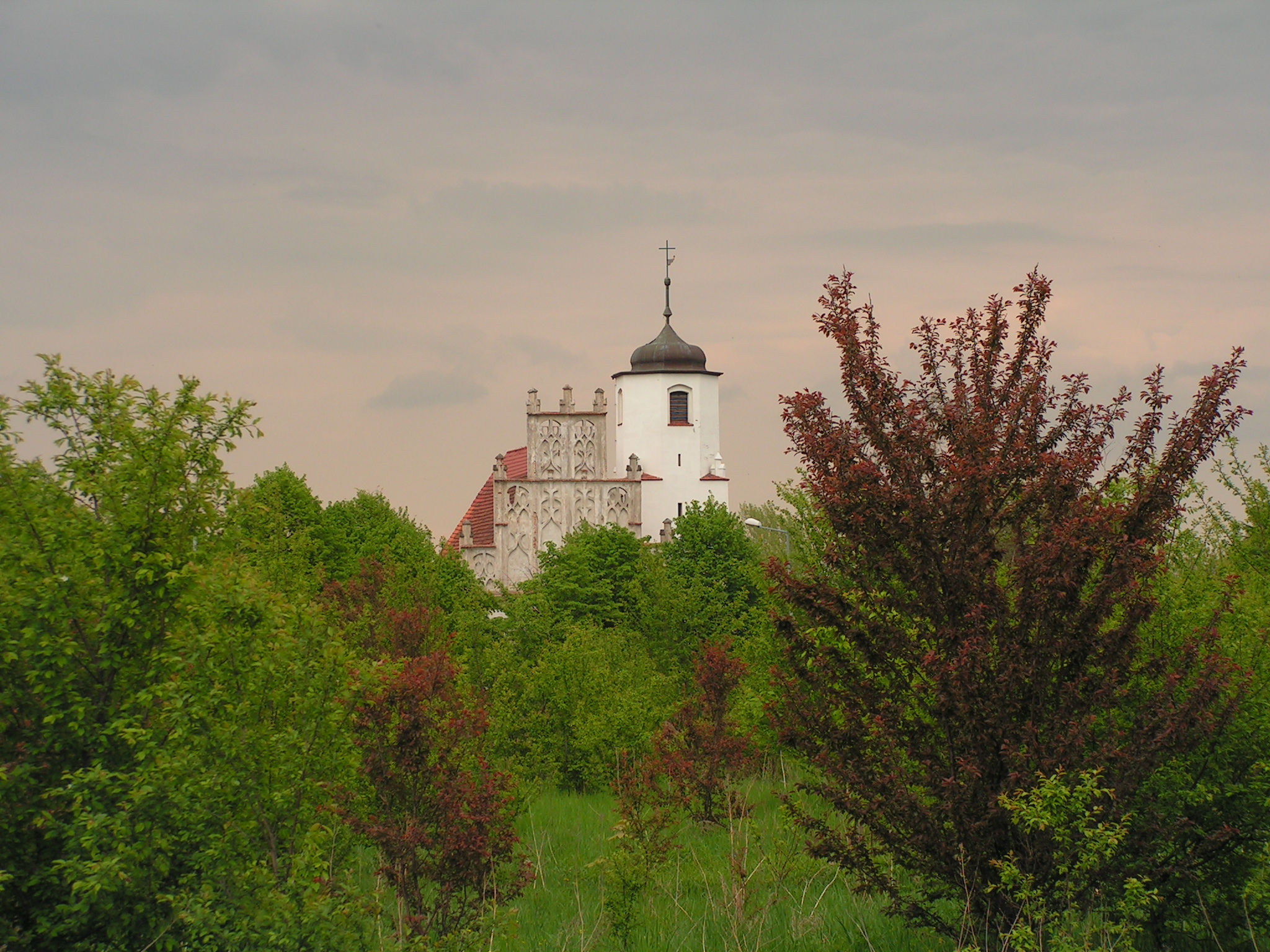
Kościół pw. św. Jadwigi w Mokrzeszowie